# Eleutherodactylus croceoinguinis
Eleutherodactylus croceoinguinis là một loài ếch trong họ Leptodactylidae.
Nó được tìm thấy ở Colombia, Ecuador, Peru, và có thể cả Brasil.
Môi trường sống tự nhiên của nó là các khu rừng đất thấp ẩm nhiệt đới và cận nhiệt đới.